# Busker Busker

Busker Busker (em coreano:  버스커 버스커), é uma banda de indie rock sul-coreana, conhecida por ser a vice-campeã no talent show Superstar K3 da Mnet. É composto por três membros: Jang Beom-Jun, Kim Hyung-Tae e Brad Moore dos Estados Unidos. Após o término do contrato de seis meses com a CJ E&M, eles se juntaram à Chungchun Music em 2013.

## Integrantes
| Nome de nascimento | Nome de nascimento | Data de nascimento               | Local de nascimento       | Posição no grupo                     |
| Romanizado         | Hangul             | Data de nascimento               | Local de nascimento       | Posição no grupo                     |
| ------------------ | ------------------ | -------------------------------- | ------------------------- | ------------------------------------ |
| Jang Beom-Jun      | 장범준             | 16 de maio de 1989 (35 anos)     | Gwangju                   | Líder, vocalista principal, guitarra |
| Bradley Ray Moore  | 브래드             | 3 de agosto de 1984 (40 anos)    | Cincinnati, Ohio          | Bateria                              |
| Kim Hyung-Tae      | 김형태             | 21 de dezembro de 1991 (33 anos) | Gimhae, Gyeongsang do Sul | Baixo                                |

## Discografia

### Álbuns
- Superstar K3 Compilation Album
- Busker Busker 1st Album
- Busker Busker 1st Wrap Up Album
- Busker Busker 2nd Album

## Prêmios
| Ano  | Prêmio                       | Categoria                                             | Resultado | Ref   |
| ---- | ---------------------------- | ----------------------------------------------------- | --------- | ----- |
| 2011 | Cyworld Digital Music Awards | Rookie do Mês (Outubro) ("Tokyo Girl")                | Venceu    | [ 3 ] |
| 2011 | Cyworld Digital Music Awards | Canção do Mês (Outubro) ("Tokyo Girl")                | Venceu    | [ 4 ] |
| 2012 | Cyworld Digital Music Awards | Canção do Mês (Abril) ("Cherry Blossom Ending")       | Venceu    | [ 5 ] |
| 2012 | 6º Mnet 20's Choice Awards   | 20's Online Music Award                               | Venceu    |       |
| 2012 | 14º Mnet Asian Music Awards  | Melhor Novo Artista Masculino                         | Venceu    | [ 6 ] |
| 2012 | 14º Mnet Asian Music Awards  | Melhor Performance de Banda ("Cherry Blossom Ending") | Venceu    | [ 6 ] |
| 2012 | 4º Melon Music Awards        | Álbum do Ano (Daesang) (Busker Busker 1st Album)      | Venceu    | [ 7 ] |
| 2012 | 4º Melon Music Awards        | 2012 Top 10                                           | Venceu    | [ 7 ] |
| 2013 | 2º Gaon Chart K-Pop Awards   | Canção do Ano (Abril) ("Cherry Blossom Ending")       | Venceu    | [ 8 ] |
| 2013 | 10º Korean Music Awards      | Melhor Álbum Pop (Busker Busker 1st Album)            | Venceu    | [ 9 ] |
| 2013 | 10º Korean Music Awards      | Melhor Canção Pop ("Yeosu Night Sea")                 | Venceu    | [ 9 ] |
| 2013 | 10º Korean Music Awards      | Escolha dos Internautas: Grupo Musical do Ano         | Venceu    | [ 9 ] |

### Programas musicais
M! Countdown
| Ano  | Data          | Canção                  |
| ---- | ------------- | ----------------------- |
| 2012 | 12 de abril   | "Cherry Blossom Ending" |
| 2013 | 3 de outubro  | "Love, At First"        |
| 2013 | 10 de outubro | "Love, At First"        |

Music Bank
| Ano  | Data          | Canção           |
| ---- | ------------- | ---------------- |
| 2013 | 4 de outubro  | "Love, At First" |
| 2013 | 11 de outubro | "Love, At First" |

Show! Music Core
| Ano  | Data          | Canção           |
| ---- | ------------- | ---------------- |
| 2013 | 5 de outubro  | "Love, At First" |
| 2013 | 12 de outubro | "Love, At First" |

Inkigayo
| Ano  | Data         | Canção           |
| ---- | ------------ | ---------------- |
| 2013 | 6 de outubro | "Love, At First" |

Show Champion
| Ano  | Data         | Canção           |
| ---- | ------------ | ---------------- |
| 2013 | 9 de outubro | "Love, At First" |